# Художествена галерия Дарение „Колекция Светлин Русев“
Художествена галерия Дарение „Колекция Светлин Русев“ е художествена галерия в град Плевен, България. В нея са изложени около 400 работи на български и чужди художници, дарени от известния художник и колекционер Светлин Русев. Открита е на 12 юли 1984 година и е разположена в бивша обществена баня (архитектурен паметник на културата с национално значение), построена в началото на 20 век по проект на Никола Лазаров и функционираща като баня до 1970-те години.
За формирането на галерията през 1984г. Светлин Русев подарява на родния си град Плевен 322 произведения на изкуството живопис и скулптура от личната си колекция. През 1999г. дарява още 82 графични произведения - български възрожденски щампи, творби на съвременни български майстори на рисунката и графиката и европейски майстори от 18-ти, 19-ти и 20-ти век. До момента колекцията наброява 415 творби.
На първия етаж на сградата са изложени картини на най-известните български художници от първата половина на 20 век, сред които Златю Бояджиев, Цанко Лавренов, Сирак Скитник, Кирил Петров, Бенчо Обрешков, Дечко Узунов, Владимир Димитров - Майстора и други.
Вторият етаж е отделен главно за съвременни български художници, като Никола Манев, Веса Василева, Енчо Пиронков и Георги Божилов, но там са изложени също и работи на представителя на виенския сецесион Йозеф Бауер, както и най-старата картина в галерията, работа на неизвестен френски автор от 17 век.
Третото ниво, разположено в кулите на старата баня, показва работи на български гравьори, като Илия Бешков, Владимир Димитров – Майстора и Сидония Атанасова, картини на известни чужди художници, сред които Пабло Пикасо, Франсиско Гоя, Оноре Домие, Марк Шагал, Морис Дьони, Пиер-Огюст Реноар, Салвадор Дали, Ренато Гутузо, Йожен Дьолакроа, както и малки скулптури на Огюст Роден и Едгар Дега.